# Carlos Alberto Hinojosa
Carlos Hinojosa (nacido como Carlos Alberto Hinojosa, el 15 de octubre de 1933 en Ciudad de Salta, Argentina) fue un periodista de la ciudad de Salta. Fue conocido por dirigir distintos clubes deportivos Salteños, Secretario del Círculo de Periodistas de Salta y Director de Prensa de la Cámara de Senadores de la Provincia de Salta.

## Reseña biográfica
Se distinguió como Director de Prensa de la Cámara de Senadores de la Provincia de Salta, fue Presidente del “Club Atlético Unión Güemes”, ocupó el cargo de miembro directivo del Club Jorge Newbery, también fue miembro representando a la Asociación Salteña de Ciclismo, Secretario y Vicepresidente de la Liga Güemense de Futbol, designado Socio Honorario en el Alberdi Bochas Club, ocupó el cargo de secretario de la Biblioteca Popular Presidente Domingo Faustino Sarmiento, se destacó como Presidente de la Casa Municipal de Cultura 

## Reconocimientos
- Ternado como Candidato a Presidente de la Liga Salteña de Futbol (1989)
- Nominado como Candidato a Presidente del Club Central Norte de Salta (1987)

## Distinciones
- Medalla de Oro de Periodismo Salteño (1994)
- Querer es Poder ( 2000)